# Maury Chaykin
Maury Chaykin (Brooklyn, 27 de julho de 1949 — Toronto, 27 de julho de 2010) foi um ator norte-americano.

## Vida Pessoal
Chaykin nasceu no Brooklyn, em Nova Iorque. Seu pai Irving J. Chaykin (1912-2007), nasceu no Brooklin e foi professor de contabilidade na City College. Sua mãe, Clarice Chaykin, nasceu em Winnipeg, Manitoba, Canadá e morou em Montreal, Quebec desde os três anos de idade. Ela graduou Hospital Universitário Israelita Beth em Newark, Nova Jersey. Seu tia materno, George Bloomfield (1930-2011), foi um diretor, escritor  e ator canadense veterano que dirigiu projetos par ao cinema e televisão.
Morou em Nova Iorque, Chaykin estudou arte dramática na Universidade de Buffalo, da Universidade Estadual de Nova Yorque. Em seguida mudou se para Toronto, Ontario onde residiu até sua morte.